# Jef Colruyt
Jozef Maria Damiaan (Jef) baron Colruyt (Halle, 18 oktober 1958) is een Belgisch ondernemer.
Sinds 1994 is hij CEO en voorzitter van de raad van bestuur van Colruyt Group, de retailgroep uit Halle die gegroeid is uit de winkelketen Colruyt, en vandaag ook andere winkelformules en niet-retailactiviteiten heeft.
Sinds 1 september 2012 leidde Colruyt samen met zijn neef Frans Colruyt als commercieel directeur het bedrijf. Frans Colruyt nam echter op 1 februari 2018 ontslag en werd opgevolgd door Marc Hofman.

## Biografie

### Studies
- 1977-1980: bachelor elektromechanica aan het HTI te Oostende[1]
- 1981-1982: Universiteit van Grenoble
- 1982-1983: stages bij Colruyt
- 1984-1985: Bachelor of Science aan de Northeastern University
- 1992: Vlerick

### Carrière
Na zijn studies werd Colruyt in 1985 vertegenwoordiger bij Dexion, een Duits bedrijf voor logistieke systemen. In 1986 en 1987 was hij vertegenwoordiger bij Marchal Systems, een bedrijf voor chemische pompen.
In 1987 ging Colruyt aan de slag bij het familiebedrijf.
Toen zijn vader Jo Colruyt in 1994 onverwacht overleed, kreeg Colruyt op 36-jarige leeftijd de operationele leiding van het bedrijf in handen. Onder zijn leiding werd de Franse markt betreden en werden nieuwe winkelformules ontwikkeld, zoals de buurtwinkel OKay, babyspecialist DreamBaby, speelgoed- en gamingspecialist DreamLand en de biosupermarkt Bio-Planet. In 2003 kwam daar ook een deel van Spar bij.
Onder de leiding van Colruyt ging Colruyt Group ook meer aandacht besteden aan duurzaam ondernemen en maatschappelijke projecten. De Collibri foundation for education, het transportcharter, het charter omtrent kinderarbeid en werkomstandigheden zijn voorbeelden. Evenals de participatie in het windmolenpark Northwind.
Colruyt laat regelmatig horen dat hij professioneel beroep doet op pseudowetenschap zoals het energetisch zuiveren van zijn kantoren en het enneagram.

## Persoonlijk
Jef Colruyt is de zoon van Jo Colruyt en de kleinzoon van Franz Colruyt, de stichter van het bedrijf Colruyt. Hij werd in 2002, tien jaar na zijn vader, door het weekblad Trends verkozen tot Manager van het Jaar. Hij werd in 2008 ereburger van de gemeente Beersel. Bij adelbrieven van 21 september 2013 werd hij opgenomen in de Belgische erfelijke adel met de persoonlijke titel van baron.
Colruyt heeft een grote interesse in boeddhisme. Nadat hij in 2007 een hartaanval kreeg, trok hij naar een hindoeïstisch klooster in Bali om te revalideren.